# Jean-Pierre Goudeau
Jean-Pierre Goudeau   (14è districte de París, 25 de febrer de 1933 - Boulogne-Billancourt, 18 de juliol de 2024) va ser un atleta francès, especialista en els 200 i 400 metres, que va competir durant la dècada de 1950.
El 1952 va prendre part en els Jocs Olímpics d'Estiu de Hèlsinki, on disputà dues proves del programa d'atletisme. Fou sisè en els 4x400 metres, mentre en els 400 metres quedà eliminat en sèries. Quatre anys més tard, als Jocs de Melbourne, tornà a disputar dues proves del programa d'atletisme. En ambdues quedà eliminat en sèries.
En el seu palmarès destaca una medalla d'or en els 4x400 metres al Campionat d'Europa d'atletisme de 1954, formant equip amb Pierre Haarhoff, Jacques Degats i Jean-Paul Martin du Gard. També guanyà una medalla de plata en els 4x400 metres dels Jocs del Mediterrani de 1959, i el campionat nacional dels 200 metres de 1951 i dels 400 metres el 1955. Millorà en dues ocasions el rècord nacional dels 4x400 metres i igualà el dels 400 metres.

## Millors marques
- 200 metres. 21.9" (1952)
- 400 metres. 47.5" (1954)[2][8]